# Sainte-Marie-Laumont
Sainte-Marie-Laumont település Franciaországban, Calvados megyében. Lakosainak száma 703 fő (2018. január 1.). Sainte-Marie-Laumont Beaumesnil, Campagnolles, Campeaux, Carville, Étouvy, La Graverie és Saint-Martin-Don községekkel határos.

## Népesség
A település népessége az elmúlt években az alábbi módon változott:
| Lakosok száma | 619  | 529  | 472  | 515  | 565  | 611  | 630  | 652  | 694  | 703  |
|               | 1962 | 1968 | 1982 | 1990 | 1999 | 2008 | 2011 | 2013 | 2017 | 2018 |